# Contrada Bagnoli
Contrada Bagnoli è un centro abitato situato a sud-ovest di Avellino tra i comuni di Avellino, Monteforte Irpino e Mercogliano (frazione Torrette). È ubicato su un altipiano sito alle pendici del colle del Bosco dei Preti, a sud; a sud-ovest confina con contrada Acqua del Paradiso, a nord con la via Molinelle di Monteforte Irpino, e a est è intersecato dal ponte della Variante Avellino-Est.

## Storia
Il toponimo della contrada è da datarsi al Medioevo: deriva dal termine 
balneum, balneolo o vagnulo, nome relativo al fatto che il territorio fosse ricco di ruscelli, primi fra tutti il torrente Fenestrelle, che interseca la zona nelle pertinenze di Monteforte Irpino, e il rio Bosco Monsignore. La condizione idrogeologica favorisce, oggi come un tempo, l'agricoltura (soprattutto la coltivazione del nocciolo, delle castagne e degli ortaggi come patate e pomodori). 
È costeggiata dalla strada statale 7 bis di Terra di Lavoro che rende agevole i collegamenti sia con il centro cittadino, raggiungibile in pochi minuti, che con le vicine Mercogliano e Atripalda. Oggi è un nucleo rurale piuttosto popoloso e comprende alcuni insediamenti commerciali, una scuola (ormai chiusa da anni per mancanza di personale) e una chiesa dedicata a san Michele Arcangelo.